# Тара (аэропорт)
Тара — гражданский аэропорт местных воздушных линий в Тарском районе Омской области, в 2 км западнее города Тара и в 208 км севернее границы города Омска. Начал функционировать в начале 1930-х годов.
Предназначен для базирования и выполнения полётов воздушными судами гражданской авиации, а также выполнения парашютных прыжков.
Эксплуатируется ОАО «Омский аэропорт». В аэропорту базируется авиакомпания «UTAir».

## Принимаемые типыВС
Ан-2 и др. типы ВС 4 класса, вертолёты всех типов.